# Surfe nos Jogos Pan-Americanos de 2023 - SUP race feminino
A competição do SUP race feminino do surfe nos Jogos Pan-Americanos de 2023 foi disputada em 30 de outubro de 2023 na praia de Punta de Lobos, em Pichilemu. Um total de 10 surfistas, cada uma representando um Comitê Olímpico Nacional (CON), participaram do evento.

## Calendário
Horário local (UTC−3).
| Data          | Hora  | Fase  |
| ------------- | ----- | ----- |
| 30 de outubro | 15:28 | Final |

## Medalhistas
| Ouro   | USA Candice Appleby    |
| Prata  | CRC Jennifer Kalmbach  |
| Bronze | PUR Mariecarmen Rivera |

## Resultados
Uma única bateria foi realizada, já valendo a definição das medalhistas.
| Pos.              | Surfista           | CON                | Tempo   | Notas |
| ----------------- | ------------------ | ------------------ | ------- | ----- |
| Medalha de ouro   | Candice Appleby    | USA Estados Unidos | 15:24.9 |       |
| Medalha de prata  | Jennifer Kalmbach  | CRC Costa Rica     | 15:47.8 |       |
| Medalha de bronze | Mariecarmen Rivera | PUR Porto Rico     | 16:36.4 |       |
| 4                 | Sofía Finer        | MEX México         | 17:28.3 |       |
| 5                 | Juliana González   | ARG Argentina      | 18:14.6 |       |
| 6                 | Lena Ribeiro       | BRA Brasil         | 18:43.5 |       |
| 7                 | Giannisa Vecco     | PER Peru           | 19:00.9 |       |
| 8                 | Stephanie Bodden   | PAN Panamá         | 19.56.0 |       |
| 9                 | Lina Augaitis      | CAN Canadá         | 20.09.0 |       |
| 10                | Carla Pérez        | CHI Chile          | 20.50.1 |       |